# 요르드

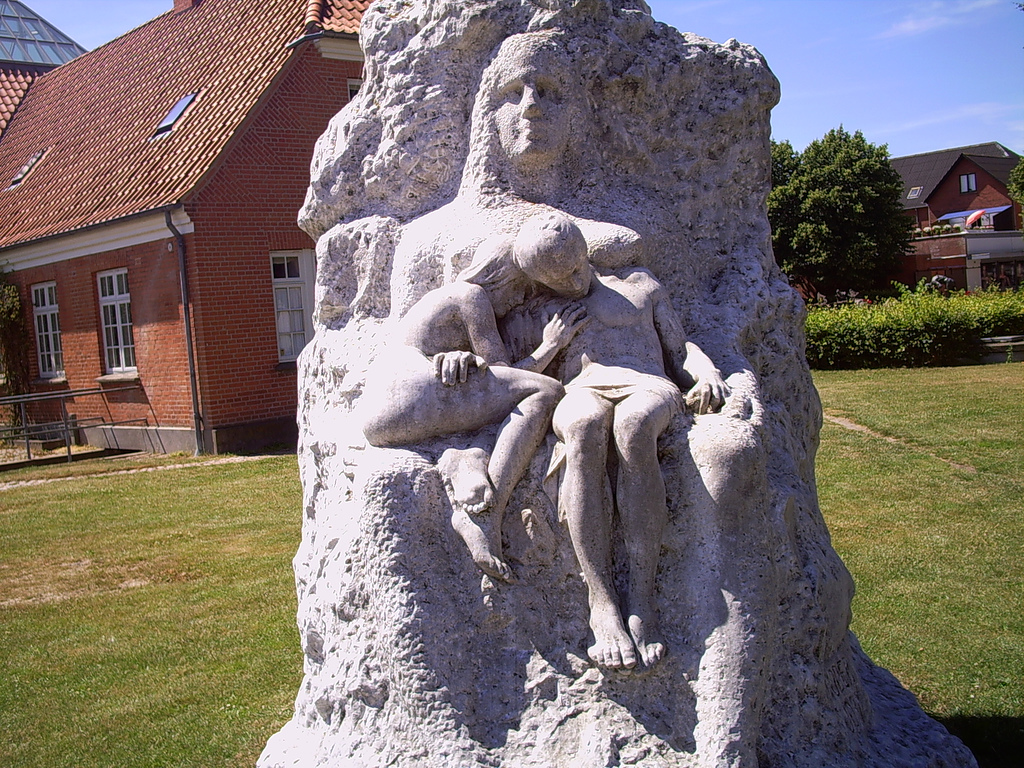

요르드(고대 노르드어: Jǫrð [ˈjɔrð])는 노르드 신화에 나오는 여성 요툰이다. 그녀는 토르의 어머니이며, 의인화된 대지이다. 표르긴(Fjǫrgyn), 흘로뒨(Hlóðyn)은 요르드의 다른 이름으로 생각된다. 요르드는 신들과 결합한 다른 요투나르와 마찬가지로 여신으로 취급된다.